# Маламбри, Рик
Рик Маламбри (англ. Rick Malambri; род. 7 ноября 1982) — американский актёр, наиболее известный по роли Люка в фильме 2010 года «Шаг вперёд 3D».

## Биография
Рик Маламбри родился в городе Форт-Уолтон-Бич, штат Флорида в семье Дженни Текерт и Тима Маламбри. С детства увлекался всем, что могло бы в какой-то мере раскрыть его внутренний артистизм, в том числе и брейк-дансом. После окончания школы он пошёл учиться компьютерной анимации и цифровым медиа, когда на него внезапно прямо на улице наткнулся агент модельного агентства Wilhelmina.
Маламбри переехал в Нью-Йорк в 2003 году и сделал карьеру в модельном бизнесе, сотрудничая с D&G, Tommy Hilfiger и American Eagle. Он прошёл по подиумам Милана, Нью-Йорка и Парижа, участвовал в фото-сессиях по всему миру и рекламных кампаниях Abercrombie & Fitch и Ralph Lauren, работал со множеством известных фотографов.
Летом 2006 года во время поездки в метро Маламбри привлек внимание директора по кастингу и агента по поиску талантов из Лос-Анджелеса, который посоветовал ему переехать в Лос-Анджелес ради актёрской карьеры. Маламбри последовал его совету и вскоре получил роли в сериалах «Мыслить как преступник», «Мастера вечеринок» и «Как я встретил вашу маму». Затем его пригласили на роль в футуристический триллер «Суррогаты» с Брюсом Уиллисом в главной роли. В 2010 году Маламбри получил главную роль Люка в 3D-танцевальном фильме «Шаг вперёд 3D».
В 2010 году женился на актрисе и модели Лизе Мэй. В 2013 году у пары родилась дочь Аликс.

## Фильмография
| Год  |    | Русское название         | Оригинальное название | Роль                           |
| ---- | -- | ------------------------ | --------------------- | ------------------------------ |
| 2007 | с  | Как я встретил вашу маму | How I Met Your Mother | парень с распущенными волосами |
| 2007 | ф  | Универсальные солдаты    | Universal Soldiers    | лейтенант Эш                   |
| 2009 | с  | Мыслить как преступник   | Criminal Minds        | Дэн Келлер                     |
| 2009 | с  | Мастера вечеринок        | Criminal Minds        | Брен                           |
| 2009 | ф  | Суррогаты                | Surrogates            | клерк                          |
| 2010 | ф  | Шаг вперёд 3D            | Step Up 3D            | Люк                            |
| 2010 | тф | После падения            | After the Fall        | Уилл Даттон                    |
| 2011 | с  | Игра в ложь              | The Lying Game        | Эдуардо Диас                   |
| 2011 | ф  | Праздничный грабёж       | A Holiday Heist       | Дункан                         |
| 2013 | с  | —                        | Time’s Up             | Керк                           |
| 2013 | тф | Завершить историю        | Clear History         | кокетливый парень на ярмарке   |
| 2013 | тф | —                        | Cosplaya              | член команды                   |
| 2014 | тф | —                        | The Cookie Mobster    | Джоуи Д’Амико                  |
| 2016 | тф | —                        | Change of Heart       | Энди Локнер                    |
| 2016 | ки | —                        | Gears of War 4        | дом суверенов                  |
| 2018 | с  | Царство животных         | Animal Kingdom        | Картер                         |
| 2019 | с  | —                        | Dating After College  | Стюарт                         |
| 2019 | с  | Девственница Джейн       | Jane the Virgin       | Кит                            |
| 2019 | ки | —                        | Gears 5               | н/д                            |